# Мајклова стена
Мајклова стена (ирски језик: Sceilig Mhichíl), позната и као Велика стена, је већа од два стрма камена острва у Атлантику, око 12 км од обале покрајине Кери у југозапаној Ирској. На њој је у 7. веку основан гелски манастир и острво је било средиште ирских монаха пуних 600 година. Манастир који се налази на врху острвске стене, висине 230 метара, уписан је 1996. године на УНЕСКО-в списак места Светске баштине у Европи као један од најпознатијих, али и најнеприступачнији манастир у Европи.
Заједно са суседним острвом, Малом стеном, Мајклова стена је важан резерват природе где се гнезде многе морске птице као што су: Блуна, Бурњак, тропрсти галебови, Мала њорка, Атлантски тупик, Бурница и Мали зовој.

## Историја
Манастир је основан у 7. веку, а након што су га 823. године опљачкали Викинзи значајно је проширен и утврђен. Почетком 10. века изграђена је нова капела, али на острву никада није било много монаха, највјеројатније највише 12 монаха и опат. У 12. веку монаси су напустили његов самостан и преселили се у августински самостан у Балинскелигсу на копну.
У 16. веку Мајклова стена је постала популарно ходочасничко место, али никада није више имала трајне становнике. Два светионика су изграђена у 19. веку, али светионичари су се на њима само мењали, никада становали. Већи светионик и данас ради, а обновљен је 1960-их, а аутоматизован 1980-их.
Год. 1986. основан је туристички биро, али је ограничен број посетиоца на острву због опасности од уништавања камених степеница које воде до манастира. Год. 2008. УНЕСКО је замерио ирском министарству за јавне радове, које је спроводило анастилистичку обнову самостана, да су недовољно истражили и документовали локалитет пре обнове, и да у обнови није искоришћено довољно изворне грађе
На острву су снимане кључне сцене из филмова Ратови звезда: Буђење силе и Ратови звезда: Последњи џедаји.

## Одлике
До терасастог манастира се може доћи само преко три стрма степеништа уклесана у стене, која полазе од три различита пристаништа, али се завршавају на истом месту, код тзв. "Христове долине", удолини изеђу три врха. Монаси су живели у скромним каменим боравиштима у облику кошница (клочан) које су изграђене на готово неприступачним острвским литицама. Оне су имале и до 2 м дебеле зидове, квадратан темељ и куполасте кровове. Многе су имале малене процепе између камења, али не прозоре. Самостан се састоји од шест клочана, два ораторијума, 31 ранохришћанске надгробне плоче, монолитског крста и Цркве св. Михаила из 13. века. Унутрашње и спољашне манастирске зидине немају велике отворе и на северном делу обликују елипсасти облик манастирске баште. На масивном јужном зиду налази се средњовековни клозет, изграђен изнад високе острвске литице.
Сиромашни услови живота у самостану илуструју аскетски начин живота који су практиковали ирски ранохришћани. Управо због његове забачености манастир је остао лишен посетиоца и тако подобро очуван.

## Спољашне везе
- Важне информације
- Галерија фотографија Архивирано на веб-сајту  (29. март 2021)